# Нидермайер, Скотт
Роберт Скотт Нидермайер (англ. Robert Scott Niedermayer; 31 августа 1973, Эдмонтон, Канада) — канадский хоккеист, защитник.
Является старшим братом хоккейного нападающего Роба Нидермайера и двоюродным братом защитника Джейсона Струдвика. Считается одним из лучших защитников лиги. С 2007 года Нидермайер является одним из двух игроков, наряду с Кори Перри, который побеждал на каждом крупном североамериканском и международном турнире: он выиграл Мемориальный кубок, золото молодёжного чемпионата мира, золото чемпионата мира, золото Олимпийских игр, Кубок Стэнли и Кубок мира.

## Карьера
Нидермайер был выбран на драфте 1991 года под общим 3-м номером командой «Нью-Джерси Девилз».
До этого он три сезона провёл в команде Западной хоккейной лиги «Камлупс Блэйзерс». Нидермайер считался одним из наиболее перспективных и талантливых защитников, когда-либо выступавших в Канадской хоккейной лиге. «Нью-Джерси» смогли задрафтовать Скотта в первом раунде драфта благодаря предварительному обмену в «Торонто Мейпл Лифс» защитника Тома Курверса.
Свой первый Кубок Стэнли в карьере Нидермайер завоевал в сезоне 1994-1995, в котором его «Нью-Джерси» смогли победить в финале «Детройт Ред Уингз» со счётом 4-0, что явилось большой сенсацией, поскольку фаворитом в финале был «Детройт». Этот Кубок Стэнли также стал первым в истории команды «Нью-Джерси Девилз».
В 2000 году Нидермайер и «дьяволы» завоевали свой второй Кубок Стэнли, победив в финале «Даллас Старз». «Девилз» дошли до финала Кубка Стэнли и в следующем сезоне, однако проиграли «Колорадо Эвеланш» в семи играх.
39 очков Нидермайера в регулярном сезоне и 18 очков в плей-офф в сезоне 2002-2003 помогли «Нью-Джерси» выиграть третий Кубок Стэнли за последние 8 лет.
В сезоне 2003-2004 Нидермайер набирает 54 очка в регулярном сезоне. Это позволило ему завоевать «Джеймс Норрис Трофи», прервав трёхлетнюю серию Никласа Лидстрёма. Также Скотт становится альтернативным капитаном «Нью-Джерси». Однако в плей-офф того года «Девилз» выступили неудачно, проиграв в первом же раунде «Филадельфии Флайерз».
Из-за локаута в сезоне 2004-2005 Нидермайер пропускает весь сезон. По окончании этого сезона Нидермайер становится неограниченно свободным агентом, 4 августа 2005 года покидает «Нью-Джерси», за который отыграл 12 сезонов, и заключает четырёхлетний контракт на сумму $27 млн с командой «Анахайм Дакс». Стало известно, что «Девилз» предлагали Нидермайеру новый максимальный контракт на сумму $7,8 млн в год, который сделал бы Нидермайера самым высокооплачиваемым игроком команды, однако он изъявил желание перейти в «Анахайм», чтобы играть вместе со своим братом Робом. Перед сезоном 2005-2006 Скотт получил капитанскую нашивку в «Дакс», сменив на этом посту Стива Руччина, перешедшего в «Нью-Йорк Рейнджерс». В своём первом сезоне за «уток» Нидермайер набрал рекордные для себя 63 очка в регулярном сезоне и помог «Анахайму» дойти до финала западной конференции, в котором они проиграли «Эдмонтону».
В следующем сезоне Нидермайер вновь улучшает личный рекорд результативности, набирая 69 очков. В плей-офф этого сезона Скотт и «Анахайм» доходят до финала, в котором побеждают «Оттаву Сенаторз» в пяти матчах, и завоёвывают первый в истории «Анахайма» и четвёртый в карьере Нидермайера Кубок Стэнли. По окончании сезона Нидермайеру был вручён «Конн Смайт Трофи», как самому полезному игроку в плей-офф.
На международной арене в составе сборной Канады, Нидермайер становился победителем Олимпийских игр в Солт-Лейк-Сити в 2002 году и чемпионата мира в Чехии в 2004 году. Эти победы позволили ему войти в «Тройной золотой клуб».
30 декабря 2009 года Нидермайер был назначен капитаном олимпийской сборной Канады, в составе которой стал двукратным олимпийским чемпионом.

## Статистика
| Легенда | Легенда                    | Легенда | Легенда                   | Легенда | Легенда    |
| ------- | -------------------------- | ------- | ------------------------- | ------- | ---------- |
| И       | Количество проведённых игр | Штр     | Штрафное время            | +/−     | Плюс-минус |
| Г       | Голы                       | П       | Голевые передачи          | О       | Очки       |
| -       | Статистика неизвестна      | —       | Статистика не учитывалась |         |            |

## Награды и достижения
| Награда                                                                | Год             | Прим. |
| ---------------------------------------------------------------------- | --------------- | ----- |
| Сборная всех звёзд Западной конференции WHL                            | 1990/91 1991/92 | [ 5 ] |
| «Дэрил Кей (Док) Симэн Трофи» Лучший игрок-ученик года WHL             | 1990/91         | [ 6 ] |
| Лучший игрок-ученик CHL                                                | 1990/91         | [ 6 ] |
| «Стэффорд Смайт Мемориал Трофи» Самый ценный игрок Мемориального кубка | 1992            | [ 7 ] |

| Награда                                            | Год                                                                          | Прим.  |
| -------------------------------------------------- | ---------------------------------------------------------------------------- | ------ |
| Сборная новичков НХЛ                               | 1992/93                                                                      | [ 8 ]  |
| Вторая сборная всех звёзд НХЛ                      | 1997/98                                                                      | [ 8 ]  |
| Первая сборная всех звёзд НХЛ                      | 2003/04, 2005/06, 2006/07                                                    | [ 8 ]  |
| Участник матча всех звёзд НХЛ                      | 1998, 2001, 2004, 2008, 2009                                                 | [ 8 ]  |
| «Джеймс Норрис Трофи» Лучший защитник НХЛ          | 2003/04                                                                      | [ 9 ]  |
| «Конн Смайт Трофи» Самый ценный игрок плей-офф НХЛ | 2007                                                                         | [ 10 ] |
| Обладатель Кубка Стэнли                            | 1995, 2000, 2003 в составе «Нью-Джерси Девилз» 2007 в составе «Анахайм Дакс» | [ 8 ]  |

| Награда                                                       | Год        | Прим. |
| ------------------------------------------------------------- | ---------- | ----- |
| Символическая сборная Чемпионата мира среди молодёжных команд | 1992       | [ 8 ] |
| Чемпион мира среди молодёжных команд                          | 1991       |       |
| Олимпийский чемпион                                           | 2002, 2010 |       |
| Чемпион мира                                                  | 2004       |       |